# 腰車

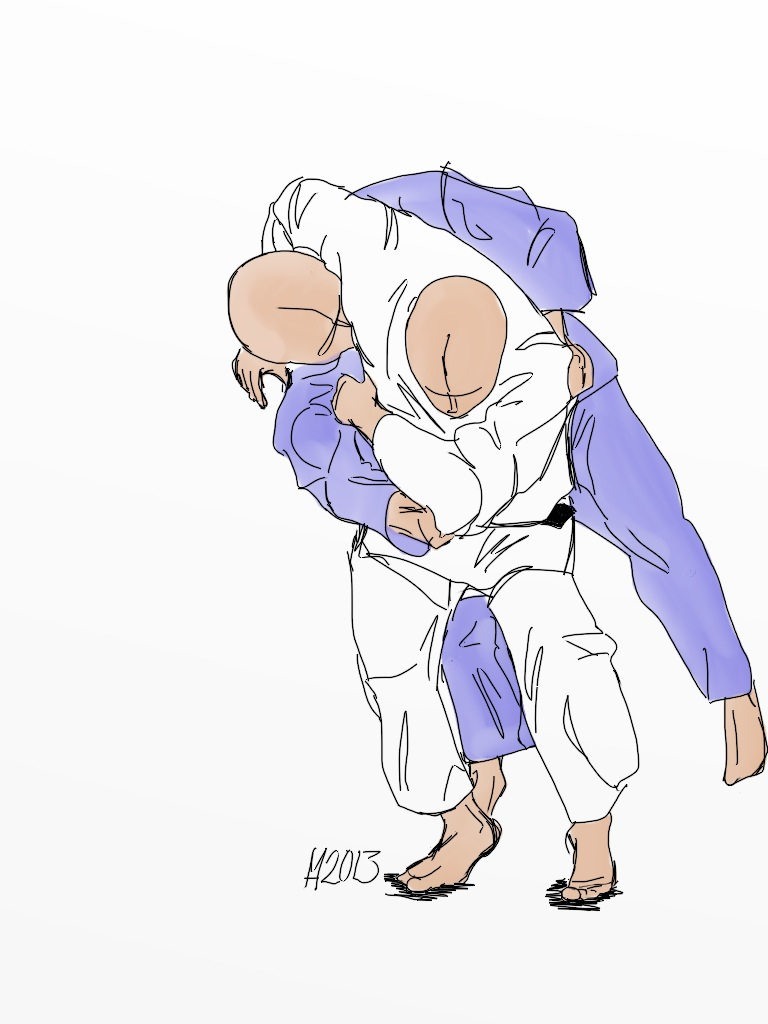
引き手で相手の襟を持った腰車のイラスト

腰車（こしぐるま）は、柔道の投技の腰技10本の一つ。講道館や国際柔道連盟 (IJF) での正式名。IJF略号KOG。別名十字腰（じゅうじごし）。

## 概要
釣り手で相手の横襟、引き手で相手の袖を掴んだ自然体から、釣り手を相手の首を上腕と前腕で挟み込み抱える様にし、前回りさばきで踏み込み、相手を腰に乗せ、相手と自身の胴が十文字に交差するぐらい腰を深く入れ、そのまま自身の腰を中心に転がす様に投げる。バルセロナオリンピック後、78 kg級に階級を変更した古賀稔彦が盛んに使用していた。相撲やレスリングでいうところの首投げに近い投げである。講道館機関誌『柔道』1948年5月号で、玉嶺生は、首を抱えた腰車が深いと腰投げで浅いと首投げと相撲では言われるであろう、と述べている。

## 変化
両手で相手の襟を持って腰車を行うこともある。この場合、相手は故意でなければ畳に頭から突っ込んでもヘッドデフェンス (head defence) の反則にはならない。高松正裕は、釣り手と引き手を逆に使い、引き手で首を抱えて、両手でロックする様に投げていたという。
柔道家の川石酒造之助は回込み払腰のような体さばきの首を抱えない腰車を自著で紹介している。右組で右手は首は抱えず相手の横襟のまま、左足を相手の左に踏み込み、その左足を軸に、はずみをつけて体を左回転で急旋回させながら、右足を大きく相手の右に振り出し、腰を入れて腰を軸に前に投げる。投げる直前、自身と相手の両足の4点が畳上にほぼ一直線上に並ぶ。
書籍『柔道手引草』によると相手の両袖を持った腰車もある。背中と相手の身体が交差するぐらい腰を深く入れる。袖釣込腰に似ている。

### 小車
小車（こぐるま）は相手の首を抱えながら倒れ込む横捨身技、首投げスタイルの腰車。別名抱首腰（だきくびごし）、捨身腰（すてみごし）。